# Nikolskoe

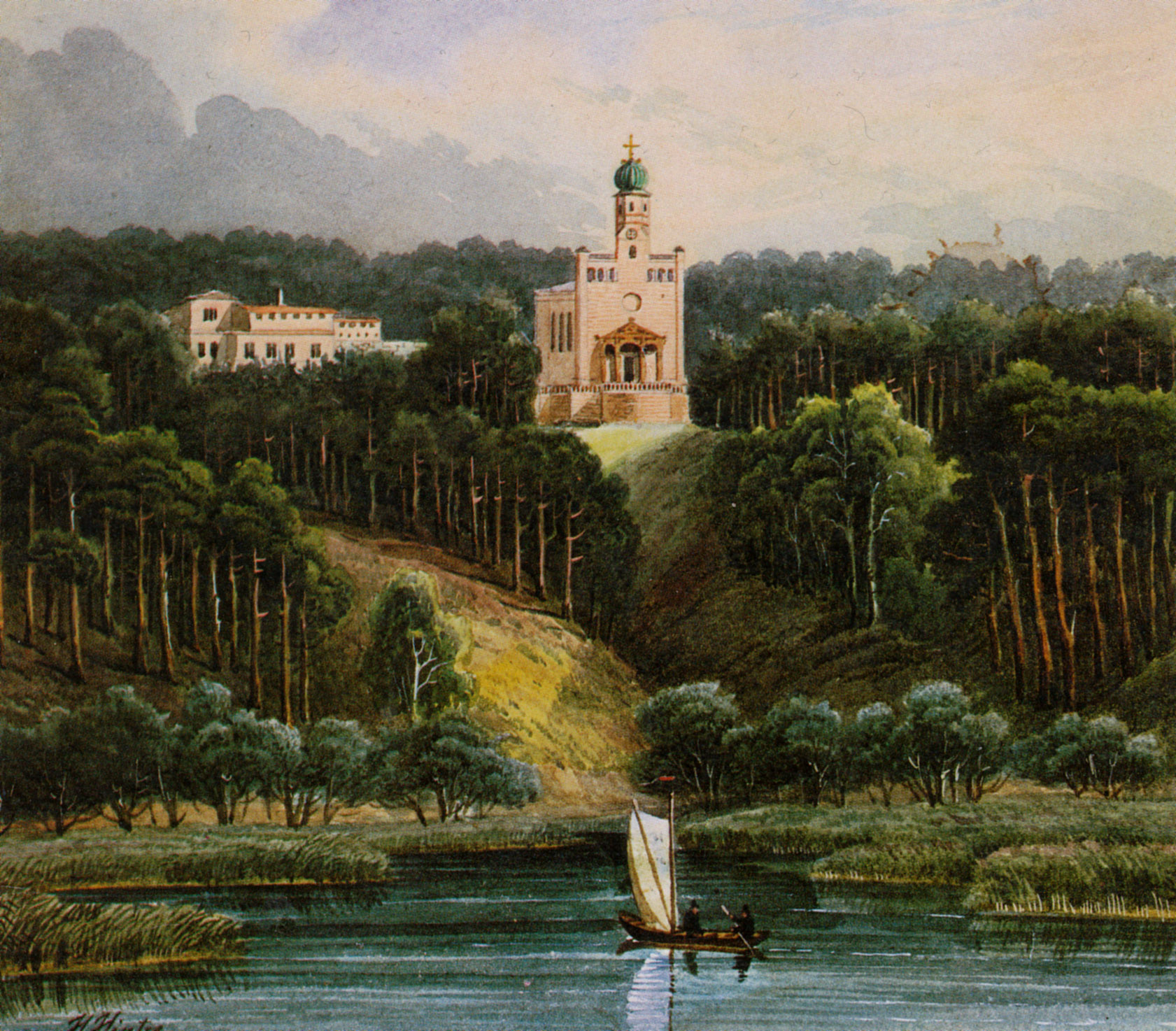
Nikolskoe 1837, efter färdigställandet av Petrus- och Pauluskyrkan. Målning av Heinrich Hintze.

Nikolskoe, från ryskans Никольское/Nikolskoje, på Berlindialekt ofta uttalat "Nikolskö", är en by i Berlins västra utkant, belägen i stadsdelen Wannsee vid floden Havels södra strand. Byn är belägen i skogsområdet Düppeler Forst på Wannseeön, mellan Schloss Glienickes park och färjeöverfarten till Pfaueninsel. Den består av sammanlagt fyra byggnadsminnesskyddade byggnader; Blockhuset med utbyggnader, S:t Petrus- och Pauluskyrkan i Nikolskoe, den tidigare kungliga Friskolan och Pfaueninsels kyrkogård. Även den omgivande skogen är kulturminnesskyddad som parkområde.
Nikolskoe uppfördes ursprungligen som annexbyggnader till det kungliga sommarslottet på Pfaueninsel, som tillsammans med Paretz slott var kung Fredrik Vilhelm III av Preussens huvudsakliga residens under sommarhalvåret. Sedan 1 januari 1991 är Nikolskoe med skogen mellan Forsthaus Moorlake och Pfaueninselfärjeläget del av UNESCO-världsarvet Palats och parker i Potsdam och Berlin. Följande år blev även den omgivande Düppeler Forst fågelskyddsområde.